# Roberto Ardigò
Roberto Ardigò, född 28 januari 1828, död 15 september 1920, var en italiensk filosof.
Ardigò ingick först på den prästerliga banan men övergav vid 40 års ålder sin religiösa ståndpunkt och ägnade sig uteslutande åt undervisningsverksamhet, samt blev 1881 professor vid universitetet i Padua. Ardigò är stiftare av den italienska positivismen, hans system framlagt i Opere filosofiche (11 band, 1882-1918), skiljer sig från de andra positivistiska strömningarna genom en mera vaken kritik och genom att starkt framhäva kunskapteorin. Ardigò utesluter strängt varje transcendent element och erkänner ingen annan verklighet än den oändliga, universella naturen, behärskad av en utvecklingslag, som förverkligas genom en diffrentieringsprocess (han tänker sig en slags övergång från det obestämda till det bestämda).

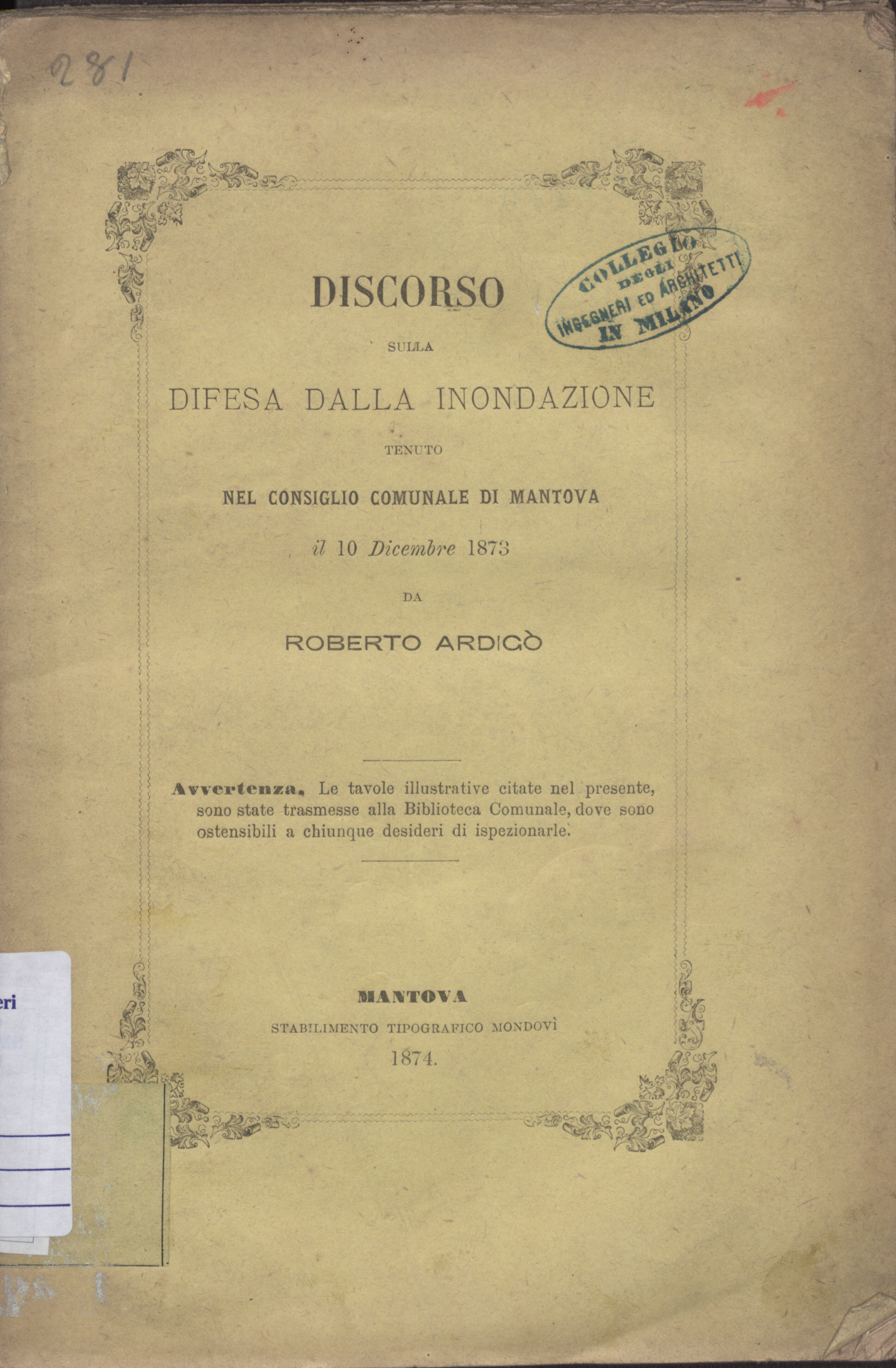
Discorso sulla difesa dalla inondazione (1874)